# Liste des chansons enregistrées par Natalia Kills

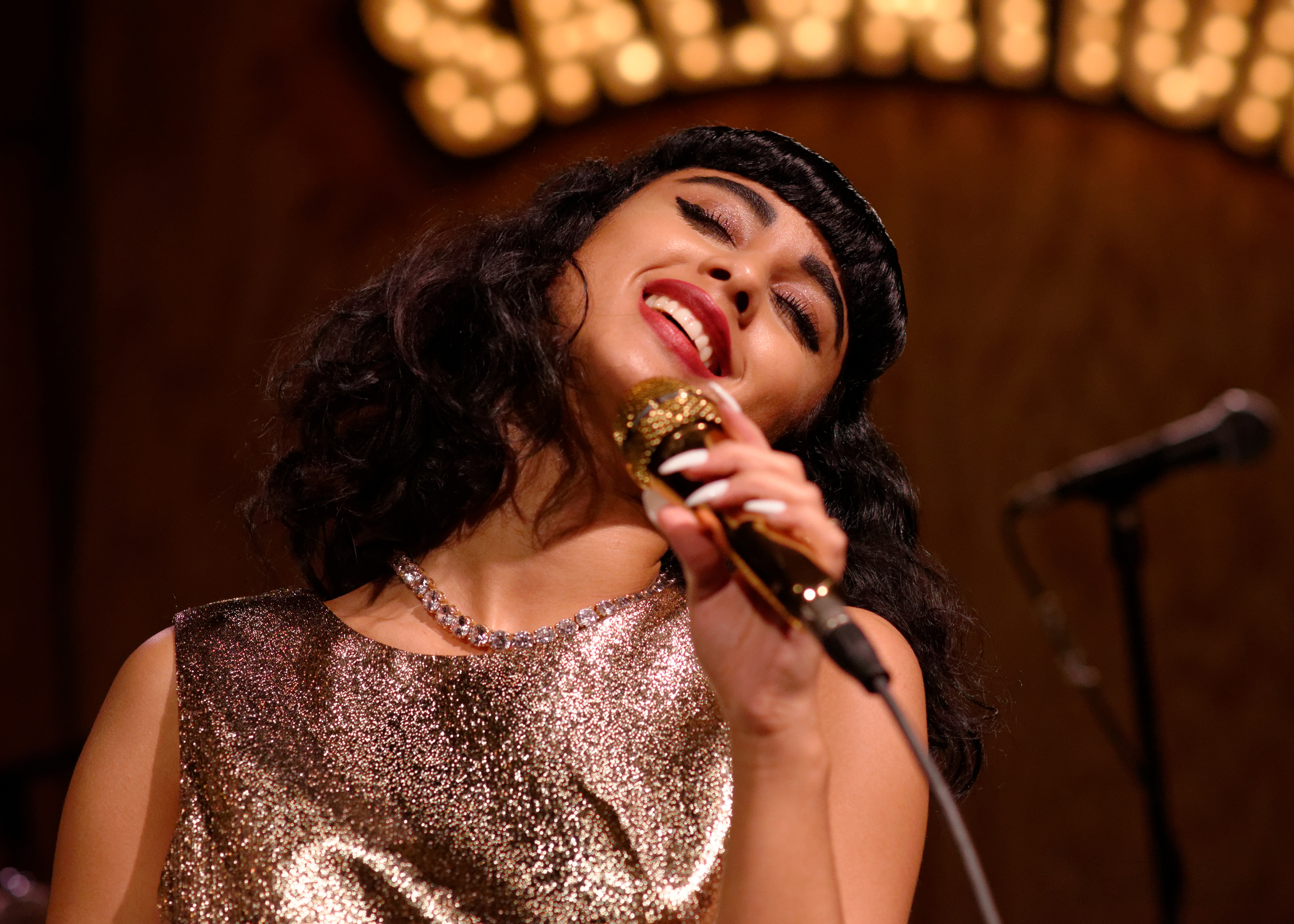
Natalia Kills en concert.

L’auteure-compositrice-interprète britannique Natalia Kills a enregistré de multiples chansons pour deux albums studio et un maxi (EP), dont certaines sont des collaborations avec d'autres artistes. Elle commence sa carrière en tant que rappeuse, sous le nom de scène Verbalicious, avec le single Don't Play Nice. Distribué par les labels Adventures in Music et All Around the World en 2005, il se place au onzième rang des classements de singles britanniques, mais la maison de disques fait faillite peu de temps après sa sortie. Trois ans plus tard, sous le nom de plume Verse, elle coécrit et fournit des parties vocales pour They Talk Shit About Me, un duo avec M. Pokora. Durant la même période, sous le nom de scène Natalia Cappuccini, elle publie un maxi intitulé Womannequin qui est commercialisé par le biais des détaillants numériques.
En 2008, Kills commence à écrire des chansons pour d’autres artistes, sous l’alias Verbz. Elle sort notamment une chanson intitulée Shopaholic, qui est ensuite remixée par le groupe Remix Artist Collective. Cette version parvient aux oreilles du blogueur américain Perez Hilton qui la partage sur les réseaux sociaux, résultant au fait que la page Myspace de Kills est visitée de plus en plus. Cette réaction entraîne la signature d’un contrat par l’artiste will.i.am en novembre 2008. Par la suite, Kills entre en studio pour démarrer un projet.

En avril 2011, elle publie son premier album, Perfectionist, dans lequel toutes les chansons ont été coécrites par Kills. L’album se placé au cent vingt-neuvième rang du classement britannique des albums et fait son entrée à la cent trente-quatrième place du Billboard 200 aux États-Unis. Au cours de cette même année, elle collaboré avec plusieurs artistes et groupes tels que les Knux, Tatana et les Far East Movement. L’année suivante, elle se rend à Los Angeles pour travailler sur son deuxième opus, baptisé Trouble. Celui-ci sort en septembre 2013 et toutes ses chansons incluent un apport créatif de Kills et du producteur américain Jeff Bhasker. L’album se place au soixante-dixième rang du hit-parade américain Billboard 200 et engendre trois singles : Problem, Saturday Night et Trouble.

## Chansons
|  | Indique qu’il s’agit d’un single                               |
|  | Indique qu’il s’agit d’un single promotionnel                  |
|  | Indique qu’il s’agit d’une chanson écrite uniquement par Kills |

| Chanson                                                | Artiste(s)                                                    | Auteur(s)                                                                                          | Album                                            | Année | Réf.   |
| ------------------------------------------------------ | ------------------------------------------------------------- | -------------------------------------------------------------------------------------------------- | ------------------------------------------------ | ----- | ------ |
| Acid Annie                                             | Natalia Kills                                                 | Natalia Kills Martin Kierszenbaum                                                                  | Perfectionist                                    | 2011  |        |
| Activate My Heart                                      | Natalia Kills                                                 | Natalia Kills Martin Kierszenbaum                                                                  | NC                                               | 2010  | ,      |
| Available                                              | Flo Rida en duo avec Akon et will.i.am                        | Tramar Dillard William Adams Aliaune Thiam Harold Clayton Sigidi Abdullah Natalia Kills            | R.O.O.T.S.                                       | 2008  |        |
| Black Dahlia                                           | Angel Haze                                                    | Angel Haze Markus Dravs James Wallace Natalia Kills (discours introductif)                         | Dirty Gold                                       | 2013  |        |
| Body Body Language                                     | Natalia Kills                                                 | Natalia Kills                                                                                      | Womannequin                                      | 2008  |        |
| Boys Don't Cry                                         | Natalia Kills                                                 | Natalia Kills Jeff Bhasker                                                                         | Trouble                                          | 2013  |        |
| Break You Hard                                         | Natalia Kills                                                 | Natalia Kills Theron Feemster                                                                      | Perfectionist                                    | 2011  |        |
| Broke                                                  | Natalia Kills                                                 | Natalia Kills Fernando Garibay Dion Wilson                                                         | Perfectionist                                    | 2011  |        |
| Champagne Showers                                      | LMFAO en duo avec Natalia Kills                               | Stefan Gordy Skyler Gordy David Listenbee Kenneth Oliver                                           | Sorry for Party Rocking                          | 2011  | [ 12 ] |
| Chivalry Is Dead                                       | Natalia Kills                                                 | Natalia Kills                                                                                      | Womannequin                                      | 2008  |        |
| Controversy                                            | Natalia Kills                                                 | Natalia Kills Jeff Bhasker Guillaume Doubet                                                        | Trouble                                          | 2013  |        |
| Daddy's Girl                                           | Natalia Kills                                                 | Natalia Kills Guillaume Doubet Daryl Hall                                                          | Trouble                                          | 2013  |        |
| Dance                                                  | Zuper Blahq en duo avec Natalia Kills                         | William Adams Natalia Kills                                                                        | NC                                               | 2011  |        |
| Devils Don't Fly                                       | Natalia Kills                                                 | Natalia Kills Jeff Bhasker Glass John                                                              | Trouble                                          | 2013  |        |
| Don't Play Nice                                        | Natalia Kills                                                 | Natalia Kills                                                                                      | NC                                               | 2005  | [ 13 ] |
| Free                                                   | Natalia Kills                                                 | Natalia Kills Jeff Bhasker Scott Mescudi Dion Wilson                                               | Perfectionist                                    | 2011  | [ 14 ] |
| Heaven                                                 | Natalia Kills                                                 | Natalia Kills Jeff Bhasker                                                                         | Perfectionist                                    | 2011  |        |
| If I Was God                                           | Natalia Kills                                                 | Natalia Kills Theron Feemster                                                                      | Perfectionist                                    | 2011  |        |
| Just Play That Track                                   | Space Cowboy en duo avec Natalia Kills                        | Nick Dresti                                                                                        | Digital Rock Star                                | 2009  |        |
| Kill My Boyfriend                                      | Natalia Kills                                                 | Natalia Kills Junior Caldera Julien Carret                                                         | Perfectionist                                    | 2011  | [ 15 ] |
| Lights Out (Go Crazy)                                  | Junior Caldera en duo avec Natalia Kills et Far East Movement | Jerome Dumas Julien Carret Natalia Kills Kevin Nishimura James Roh Michael Stevenson Virman Coquia | Debut (Gold Edition) Dirty Bass (Édition Deluxe) | 2012  | [ 16 ] |
| Love Is a Suicide                                      | Natalia Kills                                                 | Natalia Kills Fernando Garibay Michael Warren                                                      | Perfectionist                                    | 2011  |        |
| Marlboro Lights                                        | Natalia Kills                                                 | Natalia Kills Jeff Bhasker                                                                         | Trouble                                          | 2013  |        |
| Mirrors                                                | Natalia Kills                                                 | Natalia Kills Martin Kierszenbaum Akon Giorgio Tuinfort                                            | Perfectionist                                    | 2011  | [ 17 ] |
| No Champagne                                           | Frankmusik en duo avec Natalia Kills                          | Frankmusik Martin Kierszenbaum                                                                     | Do It in the AM                                  | 2011  |        |
| Not in Love                                            | Natalia Kills                                                 | Natalia Kills Martin Kierszenbaum                                                                  | Perfectionist                                    | 2011  |        |
| Nothing Lasts Forever                                  | Natalia Kills en duo avec Billy Kraven                        | Natalia Kills Jeff Bhasker                                                                         | Perfectionist                                    | 2011  |        |
| Numerology                                             | Natalia Kills                                                 | Natalia Kills                                                                                      | Womannequin                                      | 2008  |        |
| Outta Time                                             | Natalia Kills                                                 | Natalia Kills Jeff Bhasker                                                                         | Trouble                                          | 2013  | [ 18 ] |
| Perfection                                             | Natalia Kills                                                 | Natalia Kills                                                                                      | Perfectionist                                    | 2011  |        |
| Plain Jane                                             | Natalia Kills                                                 | Natalia Kills                                                                                      | Womannequin                                      | 2008  |        |
| Planes Fly                                             | Angel Haze                                                    | Angel Haze Chris Leonard Jake Gosling Natalia Kills (coauteure et choriste)                        | Dirty Gold                                       | 2013  |        |
| Problem                                                | Natalia Kills                                                 | Natalia Kills Jeff Bhasker Guillaume Doubet Sky Montique                                           | Trouble                                          | 2013  | [ 19 ] |
| Rabbit Hole                                            | Natalia Kills                                                 | Natalia Kills Jeff Bhasker Guillaume Doubet                                                        | Trouble                                          | 2013  |        |
| Real Woman                                             | Natalia Kills                                                 | Natalia Kills                                                                                      | Womannequin                                      | 2008  |        |
| Saturday Night                                         | Natalia Kills                                                 | Natalia Kills Jeff Bhasker                                                                         | Trouble                                          | 2013  | [ 20 ] |
| Stop Me                                                | Natalia Kills                                                 | Natalia Kills Jeff Bhasker Emile Haynie                                                            | Trouble                                          | 2013  |        |
| Superficial                                            | Natalia Kills                                                 | Natalia Kills Theron Feemster                                                                      | Perfectionist                                    | 2011  |        |
| Television                                             | Natalia Kills                                                 | Natalia Kills Jeff Bhasker Guillaume Doubet                                                        | Trouble                                          | 2013  |        |
| They Talk Shit About Me                                | M. Pokora en duo avec Natalia Kills                           | M. Pokora Pete Martin Natalia Kills                                                                | MP3                                              | 2008  | [ 21 ] |
| Trouble                                                | Natalia Kills                                                 | Natalia Kills Jeff Bhasker                                                                         | Trouble                                          | 2013  |        |
| Trouble (Cherry Cherry Boom Boom Remix)                | Natalia Kills en duo avec Peaches                             | Natalia Kills Jeff Bhasker Martin Kierszenbaum Merrill Nisker                                      | NC                                               | 2014  | [ 22 ] |
| Watching You                                           | Natalia Kills                                                 | Natalia Kills Jeff Bhasker                                                                         | Trouble                                          | 2013  |        |
| Wonderland                                             | Natalia Kills                                                 | Natalia Kills Jeff Bhasker Michael Warren Theron Feemster                                          | Perfectionist                                    | 2011  |        |
| You Can't Get In My Head (If You Don't Get In My Head) | DJ Tatana en duo avec Natalia Kills                           | Martin Kierszenbaum Natalia Kills Tatana Sterba Timo Loosli                                        | Heart                                            | 2011  | [ 23 ] |
| Zombie                                                 | Natalia Kills                                                 | Natalia Kills Jeff Bhasker                                                                         | Perfectionist                                    | 2011  | [ 24 ] |
| 1974                                                   | The Knux en duo avec Natalia Kills                            | Kentrell Lindsey Alvin Lindsey Lyrica Anderson                                                     | Eraser                                           | 2011  |        |
| 2 Is Better                                            | Far East Movement en duo avec Natalia Kills et Ya Boy         | NC                                                                                                 | Free Wired                                       | 2010  | [ 25 ] |